# Olympische Winterspiele 2022/Teilnehmer (Vereinigte Staaten)
| Gelbes Symbol für Goldmedaillen mit stilisierten Olympischen Ringen | Graues Symbol für Silbermedaillen mit stilisierten Olympischen Ringen | Braundes Symbol für Bronzemedaillen mit stilisierten Olympischen Ringen |
| ------------------------------------------------------------------- | --------------------------------------------------------------------- | ----------------------------------------------------------------------- |
| 9                                                                   | 9                                                                     | 7                                                                       |

Die Vereinigten Staaten nahmen an den Olympischen Winterspielen 2022 in Peking mit 225 Athleten, davon 117 Männer und 108 Frauen, in allen 15 Sportarten teil. Es war die 24. Teilnahme des Landes an Olympischen Winterspielen.
Wegen der andauernden COVID-19-Pandemie und der damit zusammenhängenden 24-Tage-Quarantäne für ungeimpfte Athleten ließen sich alle Mitglieder des US-Teams vor der Anreise gegen COVID-19 impfen.

## Medaillen

### Medaillenspiegel
| Rang   | Sportart         | Gold | Silber | Bronze | Gesamt |
| ------ | ---------------- | ---- | ------ | ------ | ------ |
| 1      | Snowboard        | 3    | 1      | —      | 4      |
| 2      | Freestyle-Skiing | 2    | 4      | 2      | 8      |
| 3      | Eiskunstlauf     | 2    | —      | 1      | 3      |
| 4      | Bob              | 1    | 1      | 1      | 3      |
| 5      | Eisschnelllauf   | 1    | —      | 2      | 3      |
| 6      | Skilanglauf      | —    | 1      | 1      | 2      |
| 7      | Eishockey        | —    | 1      | —      | 1      |
| 7      | Ski Alpin        | —    | 1      | —      | 1      |
| Gesamt | Gesamt           | 9    | 9      | 7      | 25     |

### Medaillengewinner
| Name/n | Sportart         | Wettkampf          |
| --- | ---------------- | ------------------ |
| Gold |                  |                    |
| Nathan Chen | Eiskunstlauf     | Einzel             |
| Lindsey Jacobellis | Snowboard        | Snowboardcross     |
| Ashley Caldwell Christopher Lillis Justin Schoenefeld | Freestyle-Skiing | Aerials Mixed-Team |
| Chloe Kim | Snowboard        | Halfpipe           |
| Nick Baumgartner Lindsey Jacobellis | Snowboard        | Snowboardcross     |
| Erin Jackson | Eisschnelllauf   | 500 m              |
| Kaillie Humphries | Bob              | Monobob            |
| Alexander Hall | Freestyle-Skiing | Slopestyle         |
| Nathan Chen (Kurzprogramm) Vincent Zhou (Kür) Karen Chen Alexa Knierim / Brandon Frazier Madison Hubbell / Zachary Donohue (Rhythmustanz) Madison Chock / Evan Bates (Kürtanz) | Eiskunstlauf     | Teamwettbewerb     |
| Silber |                  |                    |
| Julia Marino | Snowboard        | Slopestyle         |
| Jaelin Kauf | Freestyle-Skiing | Buckelpiste        |
| Ryan Cochran-Siegle | Ski Alpin        | Super-G            |
| Colby Stevenson | Freestyle-Skiing | Big Air            |
| Elana Meyers Taylor | Bob              | Monobob            |
| Nick Goepper | Freestyle-Skiing | Slopestyle         |
| Cayla Barnes Hannah Brandt Megan Bozek Dani Cameranesi Alex Carpenter Alex Cavallini Jesse Compher Kendall Coyne Schofield Brianna Decker Jincy Dunne Savannah Harmon Caroline Harvey Nicole Hensley Megan Keller Amanda Kessel Hilary Knight Abbey Murphy Kelly Pannek Maddie Rooney Abby Roque Hayley Scamurra Lee Stecklein Grace Zumwinkle | Eishockey        | Frauen             |
| David Wise | Freestyle-Skiing | Halfpipe           |
| Jessie Diggins | Skilanglauf      | 30 km Freier Stil  |
| Bronze |                  |                    |
| Jessie Diggins | Skilanglauf      | Einzel-Sprint      |
| Madison Hubbell Zachary Donohue | Eiskunstlauf     | Eistanz            |
| Megan Nick | Freestyle-Skiing | Aerials            |
| Ethan Cepuran Casey Dawson Emery Lehman Joey Mantia | Eisschnelllauf   | Teamverfolgung     |
| Brittany Bowe | Eisschnelllauf   | 1000 m             |
| Elana Meyers Taylor Sylvia Hoffman | Bob              | Zweierbob          |
| Alex Ferreira | Freestyle-Skiing | Halfpipe           |

## Teilnehmer nach Sportarten

### Biathlon
| Athleten                                            | Wettbewerbe         | Zeit        | Fehler         | Rang |
| --------------------------------------------------- | ------------------- | ----------- | -------------- | ---- |
| Frauen                                              |                     |             |                |      |
| Susan Dunklee                                       | 7,5 km Sprint       | 22:39,5 min | 0 (0+0)        | 27   |
| Susan Dunklee                                       | 10 km Verfolgung    | 40:18,9 min | 3 (0+0+2+1)    | 40   |
| Susan Dunklee                                       | 15 km Einzel        | 51:46,0 min | 4 (1+1+0+2)    | 63   |
| Clare Egan                                          | 7,5 km Sprint       | 23:16,4 min | 3 (1+2)        | 46   |
| Clare Egan                                          | 10 km Verfolgung    | 40:17,0 min | 4 (0+0+2+2)    | 38   |
| Clare Egan                                          | 15 km Einzel        | 49:08,9 min | 5 (1+0+3+1)    | 39   |
| Deedra Irwin                                        | 7,5 km Sprint       | 23:10,1 min | 2 (0+2)        | 37   |
| Deedra Irwin                                        | 10 km Verfolgung    | 41:01,0 min | 4 (0+0+1+3)    | 47   |
| Deedra Irwin                                        | 12,5 km Massenstart | 43:42,1 min | 6 (1+3+1+1)    | 23   |
| Deedra Irwin                                        | 15 km Einzel        | 45:14,1 min | 1 (0+0+0+1)    | 7    |
| Joanne Reid                                         | 7,5 km Sprint       | 22:54,9 min | 2 (0+2)        | 34   |
| Joanne Reid                                         | 10 km Verfolgung    | 39:06,7 min | 3 (0+0+0+3)    | 29   |
| Joanne Reid                                         | 15 km Einzel        | 51:06,3 min | 5 (0+3+0+2)    | 57   |
| Susan Dunklee Clare Egan Deedra Irwin Joanne Reid   | 4 × 6-km-Staffel    | 1:15:51,3 h | 2+9 (0+2 2+7)  | 11   |
| Männer                                              |                     |             |                |      |
| Jake Brown                                          | 10 km Sprint        | 26:04,7 min | 2 (0+2)        | 36   |
| Jake Brown                                          | 12,5 km Verfolgung  | 45:14,1 min | 6 (3+1+2+0)    | 40   |
| Jake Brown                                          | 20 km Einzel        | 52:45,4 min | 2 (0+0+2+0)    | 28   |
| Sean Doherty                                        | 10 km Sprint        | 26:35,2 min | 4 (1+3)        | 47   |
| Sean Doherty                                        | 12,5 km Verfolgung  | 45:38,8 min | 7 (1+1+3+2)    | 43   |
| Sean Doherty                                        | 20 km Einzel        | 53:55,8 min | 4 (1+1+1+1)    | 42   |
| Leif Nordgren                                       | 10 km Sprint        | 27:31,8 min | 3 (0+3)        | 83   |
| Leif Nordgren                                       | 20 km Einzel        | 59:29,8 min | 7 (2+2+1+2)    | 87   |
| Paul Schommer                                       | 10 km Sprint        | 27:13,3 min | 4 (1+3)        | 74   |
| Paul Schommer                                       | 20 km Einzel        | 53:27,6 min | 3 (0+1+0+2)    | 35   |
| Jake Brown Sean Doherty Leif Nordgren Paul Schommer | 4 × 7,5-km-Staffel  | 1:25:33,0 h | 3+13 (1+4 2+9) | 13   |
| Mixed                                               |                     |             |                |      |
| Susan Dunklee Clare Egan Sean Doherty Paul Schommer | 4 × 6-km-Staffel    | 1:08:58,3 h | 1+12 (1+8 0+4) | 7    |

### Bob
| Athleten                                                       | Wettbewerb | Lauf 1      | Lauf 1 | Lauf 2      | Lauf 2 | Lauf 3      | Lauf 3 | Lauf 4        | Lauf 4        | Gesamt      | Gesamt |
| Athleten                                                       | Wettbewerb | Zeit        | Rang   | Zeit        | Rang   | Zeit        | Rang   | Zeit          | Rang          | Zeit        | Rang   |
| -------------------------------------------------------------- | ---------- | ----------- | ------ | ----------- | ------ | ----------- | ------ | ------------- | ------------- | ----------- | ------ |
| Frauen                                                         |            |             |        |             |        |             |        |               |               |             |        |
| Kaillie Humphries                                              | Monobob    | 1:04,44 min | 1      | 1:04,66 min | 1      | 1:04,87 min | 1      | 1:05,30 min   | 3             | 4:19,27 min | Gold   |
| Elana Meyers Taylor                                            | Monobob    | 1:05,12 min | 3      | 1:05,30 min | 3      | 1:05,28 min | 3      | 1:05,11 min   | 1             | 4:20,81 min | Silber |
| Kaillie Humphries Kaysha Love                                  | Zweierbob  | 1:01,41 min | 4      | 1:01,97 min | 9      | 1:01,75 min | 6      | 1:01,91 min   | 8             | 4:07,04 min | 7      |
| Elana Meyers Taylor Sylvia Hoffman                             | Zweierbob  | 1:01,26 min | 3      | 1:01,53 min | 3      | 1:01,13 min | 3      | 1:01,56 min   | 3             | 4:05,48 min | Bronze |
| Männer                                                         |            |             |        |             |        |             |        |               |               |             |        |
| Hunter Church Charlie Volker                                   | Zweierbob  | 1:00,38 min | 25     | 1:01,40 min | 30     | 1:00,53 min | 25     | ausgeschieden | ausgeschieden | 3:02,31 min | 27     |
| Frank DelDuca Hakeem Abdul-Saboor                              | Zweierbob  | 59,87 s     | 13     | 1:00,22 min | 15     | 59,86 s     | 11     | 1:00,15 min   | 12            | 4:00,10 min | 13     |
| Hunter Church Joshua Williamson Kristopher Horn Charlie Volker | Viererbob  | 58,91 s     | 11     | 59,70 s     | 19     | 58,96 s     | 8      | 59,49 s       | 13            | 3:57,06 min | 10     |
| Frank DelDuca Carlo Valdes James Reed Hakeem Abdul-Saboor      | Viererbob  | 59,26 s     | 14     | 59,56 s     | 15     | 59,39 s     | 17     | 59,44 s       | 9             | 3:57,65 min | 17     |

### Curling
| Wettbewerb      | Frauen | Männer | Mixed Doubles |
| --------------- | --- | --- | --- |
| Athleten        | Tabitha Peterson Nina Roth Becca Hamilton Tara Peterson Aileen Geving                                                             | John Shuster Chris Plys Matt Hamilton John Landsteiner Colin Hufman                                                                | Vicky Persinger Chris Plys |
| Vorrunde        | ROC (9:3) Dänemark (7:5) China (8:4) Großbritannien (5:10) Schweden (4:10) Südkorea (8:6) Schweiz (6:9) Kanada (6:7) Japan (7:10) | ROC (6:5) Schweden (4:7) Großbritannien (9:7) Norwegen (6:7) Kanada (5:10) China (8:6) Schweiz (7:4) Italien (4:10) Dänemark (7:5) | Australien (6:5) Italien (4:8) Norwegen (6:11) Schweden (8:7) China (7:5) Kanada (2:7) Tschechien (8:10) Schweiz (5:6) Großbritannien (4:8) |
| Tie-Breaker     | ausgeschieden | – | ausgeschieden |
| Halbfinale      | ausgeschieden | Großbritannien (4:8) | ausgeschieden |
| Spiel um Bronze | ausgeschieden | Kanada (5:8) | ausgeschieden |
| Finale          | ausgeschieden | ausgeschieden | ausgeschieden |
| Rang            | 6 | 4 | 8 |

### Eishockey
| Wettbewerb    | Frauen | Männer |
| ------------- | --- | --- |
| Athleten      | Cayla Barnes Hannah Brandt Megan Bozek Dani Cameranesi Alex Carpenter Alex Cavallini Jesse Compher Kendall Coyne Schofield Brianna Decker Jincy Dunne Savannah Harmon Caroline Harvey Nicole Hensley Megan Keller Amanda Kessel Hilary Knight Abbey Murphy Kelly Pannek Maddie Rooney Abby Roque Hayley Scamurra Lee Stecklein Grace Zumwinkle | Nick Abruzzese Justin Abdelkader Kenny Agostino Matty Beniers Brendan Brisson Noah Cates Drew Commesso Brian Cooper Brock Faber Sean Farrell Drew Helleson Sam Hentges Steven Kampfer Matthew Knies Strauss Mann Marc McLaughlin Ben Meyers Andy Miele Pat Nagle Aaron Ness Brian O’Neill Nicklaus Perbix Jake Sanderson Nick Shore Nathan Smith David Warsofsky |
| Trainer       | Joel Johnson | David Quinn |
| Gruppenphase  | Finnland 5:2 (2:0, 2:0, 1:2) ROC 5:0 (1:0, 1:0, 3:0) Schweiz 8:0 (5:0, 2:0, 1:0) Kanada 2:4 (0:1, 2:3, 0:0) | China 8:0 (1:0, 3:0, 4:0) Kanada 4:2 (2:1, 1:1, 1:0) Deutschland 3:2 (1:1, 1:0, 1:1) |
| Viertelfinale | Tschechien 4:1 (0:0, 1:1, 3:0) | Slowakei 2:3 n. P. (1:1, 1:0, 0:1, 0:0, 0:1) |
| Halbfinale    | Finnland 4:1 (0:0, 2:0, 2:1) | ausgeschieden |
| Finale        | Kanada 2:3 (0:2, 1:1, 1:0) | ausgeschieden |
| Rang          | Silber | 5 |

### Eiskunstlauf
| Athleten | Wettbewerb     | Kurzprogramm/ Rhythmustanz | Kurzprogramm/ Rhythmustanz | Kür/ Kürtanz | Kür/ Kürtanz | Gesamt | Gesamt |
| Athleten | Wettbewerb     | Punkte                     | Rang                       | Punkte       | Rang         | Punkte | Rang   |
| --- | -------------- | -------------------------- | -------------------------- | ------------ | ------------ | ------ | ------ |
| Frauen |                |                            |                            |              |              |        |        |
| Mariah Bell | Einzel         | 65,38                      | 11                         | 136,92       | 8            | 202,30 | 10     |
| Karen Chen | Einzel         | 64,11                      | 13                         | 115,82       | 17           | 179,93 | 16     |
| Alysa Liu | Einzel         | 69,50                      | 8                          | 139,45       | 7            | 208,95 | 7      |
| Männer |                |                            |                            |              |              |        |        |
| Jason Brown | Einzel         | 97,24                      | 1                          | 184,00       | 6            | 281,24 | 6      |
| Nathan Chen | Einzel         | 113,97                     | 6                          | 218,63       | 1            | 332,60 | Gold   |
| Vincent Zhou | Einzel         | Z 1                        | Z 1                        | Z 1          | Z 1          | Z 1    | Z 1    |
| Mixed |                |                            |                            |              |              |        |        |
| Madison Chock Evan Bates | Eistanz        | 84,14                      | 4                          | 130,63       | 4            | 214,77 | 4      |
| Kaitlin Hawayek Jean-Luc Baker | Eistanz        | 74,58                      | 11                         | 115,16       | 10           | 189,74 | 11     |
| Madison Hubbell Zachary Donohue | Eistanz        | 87,13                      | 3                          | 130,89       | 3            | 218,02 | Bronze |
| Ashley Cain-Gribble Timothy LeDuc | Paarlauf       | 74,13                      | 7                          | 123,92       | 9            | 198,05 | 8      |
| Alexa Scimeca Knierim Brandon Frazier | Paarlauf       | 74,23                      | 6                          | 138,45       | 7            | 212,68 | 6      |
| Nathan Chen (Kurzprogramm) Vincent Zhou (Kür) Karen Chen Alexa Knierim / Brandon Frazier Madison Hubbell / Zachary Donohue (Rhythmustanz) Madison Chock / Evan Bates (Kürtanz) | Teamwettbewerb | 34                         | 1                          | 31           | 2            | 65     | Gold   |

### Eisschnelllauf
| Athleten      | Wettbewerbe | Zeit        | Rang   |
| ------------- | ----------- | ----------- | ------ |
| Frauen        |             |             |        |
| Brittany Bowe | 500 m       | 38,04 s     | 16     |
| Brittany Bowe | 1000 m      | 1:14,61 min | Bronze |
| Brittany Bowe | 1500 m      | 1:55,81 min | 10     |
| Kimi Goetz    | 500 m       | 38,26 s     | 18     |
| Kimi Goetz    | 1000 m      | 1:15,40 min | 7      |
| Erin Jackson  | 500 m       | 37,04 s     | Gold   |
| Mia Kilburg   | 1500 m      | 1:59,11 min | 20     |
| Mia Kilburg   | 3000 m      | 4:13,42 min | 19     |
| Männer        |             |             |        |
| Ethan Cepuran | 5000 m      | 6:25,97 min | 17     |
| Casey Dawson  | 1500 m      | 1:49,45 min | 28     |
| Austin Kleba  | 500 m       | 35,40 s     | 27     |
| Austin Kleba  | 1000 m      | 1:10,67 min | 29     |
| Emery Lehman  | 1500 m      | 1:45,78 min | 11     |
| Emery Lehman  | 5000 m      | 6:21,80 min | 16     |
| Joey Mantia   | 1500 m      | 1:45,26 min | 6      |
| Jordan Stolz  | 500 m       | 34,85 s     | 13     |
| Jordan Stolz  | 1000 m      | 1:09,12 min | 14     |

| Athleten          | Wettbewerbe | Halbfinale | Halbfinale | Finale        | Finale        | Rang |
| Athleten          | Wettbewerbe | Punkte     | Rang       | Punkte        | Rang          | Rang |
| ----------------- | ----------- | ---------- | ---------- | ------------- | ------------- | ---- |
| Frauen            |             |            |            |               |               |      |
| Giorgia Birkeland | Massenstart | 3          | 6          | 0             | 13            | 13   |
| Mia Manganello    | Massenstart | 10         | 4          | 10            | 4             | 4    |
| Männer            |             |            |            |               |               |      |
| Joey Mantia       | Massenstart | 6          | 7          | 10            | 4             | 4    |
| Ian Quinn         | Massenstart | 0          | 13         | ausgeschieden | ausgeschieden | 26   |

| Athleten                                            | Wettbewerbe    | Viertelfinale | Viertelfinale | Halbfinale | Halbfinale  | Finale                | Finale      | Rang   |
| Athleten                                            | Wettbewerbe    | Zeit          | Rang          | Gegner     | Zeit        | Gegner                | Zeit        | Rang   |
| --------------------------------------------------- | -------------- | ------------- | ------------- | ---------- | ----------- | --------------------- | ----------- | ------ |
| Männer                                              |                |               |               |            |             |                       |             |        |
| Ethan Cepuran Casey Dawson Emery Lehman Joey Mantia | Teamverfolgung | 3:37,51 min   | 2             | ROC        | 3:37,05 min | B-Finale: Niederlande | 3:38,81 min | Bronze |

### Freestyle-Skiing
| Athleten           | Wettbewerbe | Qualifikation | Qualifikation | Qualifikation | Qualifikation | Finale        | Finale        | Finale        | Finale        | Rang   |
| Athleten           | Wettbewerbe | Runde 1       | Runde 1       | Runde 2       | Runde 2       | Runde 1       | Runde 1       | Runde 2       | Runde 2       | Rang   |
| Athleten           | Wettbewerbe | Punkte        | Rang          | Punkte        | Rang          | Punkte        | Rang          | Punkte        | Rang          | Rang   |
| ------------------ | ----------- | ------------- | ------------- | ------------- | ------------- | ------------- | ------------- | ------------- | ------------- | ------ |
| Frauen             |             |               |               |               |               |               |               |               |               |        |
| Ashley Caldwell    | Aerials     | 101,31        | 2             | —             | —             | 105,60        | 1             | 83,71         | 4             | 4      |
| Kaila Kuhn         | Aerials     | 84,24         | 8             | 86,62         | 3             | 85,68         | 8             | ausgeschieden | ausgeschieden | 8      |
| Megan Nick         | Aerials     | 89,18         | 7             | 89,18         | 2             | 95,17         | 5             | 93,76         | 3             | Bronze |
| Winter Venecki     | Aerials     | 78,96         | 13            | 78,96         | 9             | ausgeschieden | ausgeschieden | ausgeschieden | ausgeschieden | 15     |
| Männer             |             |               |               |               |               |               |               |               |               |        |
| Christopher Lillis | Aerials     | 119,91        | 6             | —             | —             | 125,67        | 3             | 103,00        | 6             | 6      |
| Eric Loughran      | Aerials     | 121,24        | 4             | —             | —             | 111,95        | 12            | ausgeschieden | ausgeschieden | 12     |
| Justin Schoenefeld | Aerials     | 118,59        | 8             | 105,88        | 5             | 123,53        | 6             | 106,50        | 5             | 5      |

| Athleten                                              | Wettbewerb | Finale 1 | Finale 1 | Finale 2 | Finale 2 | Rang |
| Athleten                                              | Wettbewerb | Punkte   | Rang     | Punkte   | Rang     | Rang |
| ----------------------------------------------------- | ---------- | -------- | -------- | -------- | -------- | ---- |
| Mixed                                                 |            |          |          |          |          |      |
| Ashley Caldwell Christopher Lillis Justin Schoenefeld | Aerials    | 330,55   | 2        | 338,34   | 1        | Gold |

| Athleten        | Wettbewerbe | Qualifikation | Qualifikation | Finale        | Finale        | Rang   |
| Athleten        | Wettbewerbe | Punkte        | Rang          | Punkte        | Rang          | Rang   |
| --------------- | ----------- | ------------- | ------------- | ------------- | ------------- | ------ |
| Frauen          |             |               |               |               |               |        |
| Caroline Claire | Big Air     | 20,00         | 24            | ausgeschieden | ausgeschieden | 24     |
| Caroline Claire | Slopestyle  | DNS           | DNS           | DNS           | DNS           | DNS    |
| Marin Hamill    | Big Air     | 132,25        | 14            | ausgeschieden | ausgeschieden | 14     |
| Marin Hamill    | Slopestyle  | 69,73         | 7             | DNS           | DNS           | DNS    |
| Darian Stevens  | Big Air     | 152,00        | 8             | 75,00         | 11            | 11     |
| Darian Stevens  | Slopestyle  | 50,01         | 18            | ausgeschieden | ausgeschieden | 18     |
| Maggie Voisin   | Big Air     | 128,00        | 15            | ausgeschieden | ausgeschieden | 15     |
| Maggie Voisin   | Slopestyle  | 72,78         | 4             | 74,28         | 5             | 5      |
| Hanna Faulhaber | Halfpipe    | 84,25         | 9             | 85,25         | 6             | 6      |
| Devin Logan     | Halfpipe    | 71,00         | 13            | ausgeschieden | ausgeschieden | 13     |
| Carly Margulies | Halfpipe    | 85,25         | 10            | 61,00         | 11            | 11     |
| Brita Sigourney | Halfpipe    | 84,50         | 8             | 70,75         | 10            | 10     |
| Männer          |             |               |               |               |               |        |
| Mac Forehand    | Big Air     | 171,00        | 8             | 80,25         | 11            | 11     |
| Mac Forehand    | Slopestyle  | 51,21         | 20            | ausgeschieden | ausgeschieden | 20     |
| Nick Goepper    | Big Air     | 127,75        | 22            | ausgeschieden | ausgeschieden | 22     |
| Nick Goepper    | Slopestyle  | 82,51         | 3             | 86,48         | 2             | Silber |
| Alexander Hall  | Big Air     | 180,25        | 2             | 160,75        | 8             | 8      |
| Alexander Hall  | Slopestyle  | 79,13         | 5             | 90,01         | 1             | Gold   |
| Colby Stevenson | Big Air     | 174,25        | 5             | 183,00        | 2             | Silber |
| Colby Stevenson | Slopestyle  | 78,01         | 6             | 74,48         | 7             | 7      |
| Aaron Blunck    | Halfpipe    | 92,00         | 1             | 78,25         | 7             | 7      |
| Alex Ferreira   | Halfpipe    | 84,25         | 7             | 86,75         | 3             | Bronze |
| Birk Irving     | Halfpipe    | 89,75         | 3             | 80,00         | 5             | 5      |
| David Wise      | Halfpipe    | 89,00         | 4             | 90,75         | 2             | Silber |

| Athleten       | Wettbewerbe | Qualifikation | Qualifikation | Qualifikation | Qualifikation | Finale        | Finale        | Finale        | Finale        | Finale        | Finale        | Rang   |
| Athleten       | Wettbewerbe | Runde 1       | Runde 1       | Runde 2       | Runde 2       | Runde 1       | Runde 1       | Runde 2       | Runde 2       | Runde 3       | Runde 3       | Rang   |
| Athleten       | Wettbewerbe | Punkte        | Rang          | Punkte        | Rang          | Punkte        | Rang          | Punkte        | Rang          | Punkte        | Rang          | Rang   |
| -------------- | ----------- | ------------- | ------------- | ------------- | ------------- | ------------- | ------------- | ------------- | ------------- | ------------- | ------------- | ------ |
| Frauen         |             |               |               |               |               |               |               |               |               |               |               |        |
| Olivia Giaccio | Buckelpiste | 78,11         | 4             | –             | –             | 78,37         | 5             | 77,57         | 6             | 75,61         | 6             | 6      |
| Jaelin Kauf    | Buckelpiste | 79,15         | 3             | –             | –             | 79,32         | 4             | 80,12         | 2             | 80,28         | 2             | Silber |
| Kai Owens      | Buckelpiste | DNS           | DNS           | 69,92         | 8             | 75,26         | 6             | 65,49         | 10            | ausgeschieden | ausgeschieden | 10     |
| Hannah Soar    | Buckelpiste | 74,53         | 7             | –             | –             | 73,70         | 11            | 75,16         | 7             | ausgeschieden | ausgeschieden | 7      |
| Männer         |             |               |               |               |               |               |               |               |               |               |               |        |
| Cole McDonald  | Buckelpiste | 76,27         | 5             | –             | –             | 75,78         | 14            | ausgeschieden | ausgeschieden | ausgeschieden | ausgeschieden | 14     |
| Nick Page      | Buckelpiste | 70,71         | 21            | 77,36         | 3             | 76,80         | 10            | 76,92         | 6             | 78,90         | 5             | 5      |
| Dylan Walczyk  | Buckelpiste | 75,86         | 10            | –             | –             | 75,13         | 16            | ausgeschieden | ausgeschieden | ausgeschieden | ausgeschieden | 16     |
| Bradley Wilson | Buckelpiste | DNF           | DNF           | 72,94         | 15            | ausgeschieden | ausgeschieden | ausgeschieden | ausgeschieden | ausgeschieden | ausgeschieden | 25     |

| Athleten       | Wettbewerbe | Qualifikation | Qualifikation | Achtelfinale | Viertelfinale | Halbfinale    | Finale        | Rang |
| Athleten       | Wettbewerbe | Zeit          | Rang          | Rang         | Rang          | Rang          | Rang          | Rang |
| -------------- | ----------- | ------------- | ------------- | ------------ | ------------- | ------------- | ------------- | ---- |
| Männer         |             |               |               |              |               |               |               |      |
| Tyler Wallasch | Skicross    | 1:13,55 min   | 24            | 4            | ausgeschieden | ausgeschieden | ausgeschieden | 28   |

### Nordische Kombination
| Athleten                                             | Wettbewerb                               | Skispringen | Skispringen | Skispringen | Langlauf    | Langlauf | Rang |
| Athleten                                             | Wettbewerb                               | Weite       | Punkte      | Rang        | Zeit        | Rang     | Rang |
| ---------------------------------------------------- | ---------------------------------------- | ----------- | ----------- | ----------- | ----------- | -------- | ---- |
| Männer                                               |                                          |             |             |             |             |          |      |
| Taylor Fletcher                                      | Gundersenwettkampf (Normalschanze/10 km) | 86,5 m      | 83,3        | 34          | 27:50,9     | 24       | 24   |
| Taylor Fletcher                                      | Gundersenwettkampf (Großschanze/10 km)   | 117,0 m     | 81,2        | 35          | 29:36,7 min | 23       | 23   |
| Jasper Good                                          | Gundersenwettkampf (Großschanze/10 km)   | 115,5 m     | 79,8        | 36          | 31:32,9 min | 34       | 34   |
| Ben Loomis                                           | Gundersenwettkampf (Normalschanze/10 km) | 94,5 m      | 105,6       | 17          | 26:57,8 min | 15       | 15   |
| Ben Loomis                                           | Gundersenwettkampf (Großschanze/10 km)   | 129,0 m     | 103,4       | 17          | 29:17,2 min | 19       | 19   |
| Stephen Schumann                                     | Gundersenwettkampf (Normalschanze/10 km) | 88,5 m      | 86,4        | 33          | 27:52,4 min | 25       | 25   |
| Jared Shumate                                        | Gundersenwettkampf (Normalschanze/10 km) | 93,5 m      | 99,2        | 24          | 27:10,0 min | 19       | 19   |
| Jared Shumate                                        | Gundersenwettkampf (Großschanze/10 km)   | 127,5 m     | 101,3       | 19          | 28:58,5 min | 17       | 17   |
| Taylor Fletcher Jasper Good Ben Loomis Jared Shumate | Teamwettbewerb                           | 484,5 m     | 387,1       | 7           | 53:07,1 min | 6        | 6    |

### Rennrodeln
| Athlet                                                                   | Wettbewerb   | Lauf 1       | Lauf 1 | Lauf 2       | Lauf 2 | Lauf 3   | Lauf 3 | Lauf 4        | Lauf 4        | Gesamt       | Gesamt |
| Athlet                                                                   | Wettbewerb   | Zeit         | Rang   | Zeit         | Rang   | Zeit     | Rang   | Zeit          | Rang          | Zeit         | Rang   |
| ------------------------------------------------------------------------ | ------------ | ------------ | ------ | ------------ | ------ | -------- | ------ | ------------- | ------------- | ------------ | ------ |
| Frauen                                                                   |              |              |        |              |        |          |        |               |               |              |        |
| Summer Britcher                                                          | Einsitzer    | 1:00,986 min | 29     | 59,156 s     | 15     | 59,152 s | 20     | ausgeschieden | ausgeschieden | 2:59,294 min | 11     |
| Ashley Farquharson                                                       | Einsitzer    | 59,972 s     | 26     | 59,024 s     | 8      | 58,768 s | 8      | 58,643 s      | 7             | 3:56,407 min | 12     |
| Emily Sweeney                                                            | Einsitzer    | 58,971 s     | 10     | 1:02,439 min | 32     | 58,882 s | 12     | ausgeschieden | ausgeschieden | 3:00,292 min | 26     |
| Männer                                                                   |              |              |        |              |        |          |        |               |               |              |        |
| Christopher Mazdzer                                                      | Einsitzer    | 57,780 s     | 10     | 58,039 s     | 9      | 57,779 s | 10     | 57,779 s      | 10            | 3:51,377 min | 8      |
| Tucker West                                                              | Einsitzer    | 58,079 s     | 15     | 57,831 s     | 8      | 58,534 s | 21     | 57,916 s      | 13            | 3:52,360 min | 13     |
| Jonathan Gustafson                                                       | Einsitzer    | 57,845 s     | 13     | 59,330 s     | 27     | 58,496 s | 20     | 58,275 s      | 18            | 3:53,946 min | 19     |
| Zachary DiGregorio Sean Hollander                                        | Doppelsitzer | 59,389 s     | 12     | 59,126 s     | 10     | —        | —      | —             | —             | 1:58,515 min | 11     |
| Mixed                                                                    |              |              |        |              |        |          |        |               |               |              |        |
| Ashley Farquharson Christopher Mazdzer Zachary DiGregorio Sean Hollander | Teamstaffel  | 3:05,741 min | 7      | —            | —      | —        | —      | —             | —             | 3:05,741 min | 7      |

### Shorttrack
| Athlet                                                  | Wettbewerb     | Vorlauf      | Vorlauf | Viertelfinale | Viertelfinale | Halbfinale    | Halbfinale    | Finale                 | Finale        | Rang |
| Athlet                                                  | Wettbewerb     | Zeit         | Rang    | Zeit          | Rang          | Zeit          | Rang          | Zeit                   | Rang          | Rang |
| ------------------------------------------------------- | -------------- | ------------ | ------- | ------------- | ------------- | ------------- | ------------- | ---------------------- | ------------- | ---- |
| Frauen                                                  |                |              |         |               |               |               |               |                        |               |      |
| Maame Biney                                             | 500 m          | 42,919 s     | 3       | 46,099 s      | 3             | ausgeschieden | ausgeschieden | ausgeschieden          | ausgeschieden | 13   |
| Maame Biney                                             | 1000 m         | 1:27,859 min | 1       | 1:29,225 min  | 2             | 1:28,806 min  | 4             | B-Finale: 1:30,736 min | 5             | 9    |
| Julie Letai                                             | 1500 m         | —            | —       | 2:36,214 min  | 5 ADV         | 2:23,315 min  | 8             | ausgeschieden          | ausgeschieden | 21   |
| Kristen Santos                                          | 500 m          | 43,579 s     | 1       | DSQ           | DSQ           | ausgeschieden | ausgeschieden | ausgeschieden          | ausgeschieden | 17   |
| Kristen Santos                                          | 1000 m         | 1:28,237 min | 1       | 1:28,393 min  | 1             | 1:26,783 min  | 1             | 1:42,745 min           | 4             | 4    |
| Kristen Santos                                          | 1500 m         | —            | —       | 2:21,027 min  | 1             | 2:31,067 min  | 5 ADV         | B-Finale: 2:45,492 min | 2             | 9    |
| Corinne Stoddard                                        | 500 m          | DNF          | DNF     | ausgeschieden | ausgeschieden | ausgeschieden | ausgeschieden | ausgeschieden          | ausgeschieden | 32   |
| Corinne Stoddard                                        | 1000 m         | 1:27,528 min | 3       | 1:27,912 min  | 3             | 1:27,626 min  | 4             | B-Finale: 1:29,845 min | 3             | 7    |
| Corinne Stoddard                                        | 1500 m         | —            | —       | 2:33,329 min  | 3             | 2:22,632 min  | 6             | ausgeschieden          | ausgeschieden | 18   |
| Maame Biney Julie Letai Kristen Santos Corinne Stoddard | 3000 m Staffel | —            | —       | —             | —             | 4:06,098 min  | 4             | B-Finale: DSQ          | 8             | 8    |
| Männer                                                  |                |              |         |               |               |               |               |                        |               |      |
| Andrew Heo                                              | 1000 m         | 1:24,106 min | 2       | 1:24,603 min  | 1             | 1:24,023 min  | 3             | B-Finale: 1:36,140 min | 3             | 7    |
| Andrew Heo                                              | 1500 m         | —            | —       | 2:19,482 min  | 5             | ausgeschieden | ausgeschieden | ausgeschieden          | ausgeschieden | 28   |
| Ryan Pivirotto                                          | 500 m          | 41,018 s     | 3       | 41,841 s      | 4             | ausgeschieden | ausgeschieden | ausgeschieden          | ausgeschieden | 16   |
| Ryan Pivirotto                                          | 1000 m         | 1:54,437 min | 2       | 2:08,364 min  | 4             | ausgeschieden | ausgeschieden | ausgeschieden          | ausgeschieden | 13   |
| Ryan Pivirotto                                          | 1500 m         | —            | —       | DSQ           | DSQ           | ausgeschieden | ausgeschieden | ausgeschieden          | ausgeschieden | —    |

| Athlet                                                                | Wettbewerb     | Vorlauf | Vorlauf | Viertelfinale | Viertelfinale | Halbfinale | Halbfinale | Finale A/B | Finale A/B | Rang |
| Athlet                                                                | Wettbewerb     | Zeit    | Rang    | Zeit          | Rang          | Zeit       | Rang       | Zeit       | Rang       | Rang |
| --------------------------------------------------------------------- | -------------- | ------- | ------- | ------------- | ------------- | ---------- | ---------- | ---------- | ---------- | ---- |
| Mixed                                                                 |                |         |         |               |               |            |            |            |            |      |
| Kristen Santos Maame Biney Andrew Heo Ryan Pivirotto Corinne Stoddard | 2000 m Staffel | —       | —       | 2:39,043 min  | 7             | DSQ        | DSQ        | DSQ        | DSQ        | DSQ  |

### Skeleton
| Athlet          | Wettbewerbe | Lauf 1      | Lauf 1 | Lauf 2      | Lauf 2 | Lauf 3      | Lauf 3 | Lauf 4        | Lauf 4        | Gesamt      | Gesamt |
| Athlet          | Wettbewerbe | Zeit        | Rang   | Zeit        | Rang   | Zeit        | Rang   | Zeit          | Rang          | Zeit        | Rang   |
| --------------- | ----------- | ----------- | ------ | ----------- | ------ | ----------- | ------ | ------------- | ------------- | ----------- | ------ |
| Frauen          |             |             |        |             |        |             |        |               |               |             |        |
| Kelly Curtis    | Einzel      | 1:02,94 min | 19     | 1:03,05 min | 16     | 1:03,24 min | 23     | ausgeschieden | ausgeschieden | 3:09,23 min | 21     |
| Katie Uhlaender | Einzel      | 1:02,41 min | 9      | 1:02,46 min | 8      | 1:02,15 min | 6      | 1:02,21 min   | 5             | 4:09,23 min | 6      |
| Männer          |             |             |        |             |        |             |        |               |               |             |        |
| Andrew Blaser   | Einzel      | 1:01,80 min | 20     | 1:02,08 min | 21     | 1:02,10 min | 22     | ausgeschieden | ausgeschieden | 3:05,98 min | 21     |

### Ski Alpin
| Athleten            | Wettbewerbe  | 1. Lauf      | 1. Lauf      | 2. Lauf       | 2. Lauf       | Gesamt        | Gesamt        |
| Athleten            | Wettbewerbe  | Zeit         | Rang         | Zeit          | Rang          | Zeit          | Rang          |
| ------------------- | ------------ | ------------ | ------------ | ------------- | ------------- | ------------- | ------------- |
| Frauen              |              |              |              |               |               |               |               |
| Keely Cashman       | Abfahrt      | —            | —            | —             | —             | 1:34,13 min   | 17            |
| Keely Cashman       | Super-G      | —            | —            | —             | —             | 1:15,99 min   | 27            |
| Keely Cashman       | Kombination  | 1:33,09 min  | 7            | DNF           | DNF           | ausgeschieden | ausgeschieden |
| Katie Hensien       | Slalom       | 55,43 s      | 31           | 53,88 s       | 23            | 1:49,31 min   | 26            |
| A J Hurt            | Riesenslalom | DNF          | DNF          | ausgeschieden | ausgeschieden | ausgeschieden | ausgeschieden |
| A J Hurt            | Slalom       | 56,68 s      | 40           | 55,51 s       | 34            | 1:52,19 min   | 34            |
| Maureen Lebel       | ohne Einsatz | ohne Einsatz | ohne Einsatz | ohne Einsatz  | ohne Einsatz  | ohne Einsatz  | ohne Einsatz  |
| Tricia Mangan       | Kombination  | 1:35,89 min  | 20           | 57,05 s       | 8             | 2:32,94 min   | 11            |
| Paula Moltzan       | Riesenslalom | 59,57 s      | 17           | 58,50 s       | 12            | 1:58,07 min   | 12            |
| Paula Moltzan       | Slalom       | 52,79 s      | 6            | 53,39 s       | 20            | 1:46,18 min   | 8             |
| Nina O’Brien        | Riesenslalom | 58,61 s      | 6            | DSQ           | DSQ           | ausgeschieden | ausgeschieden |
| Mikaela Shiffrin    | Abfahrt      | —            | —            | —             | —             | 1:34,36 min   | 18            |
| Mikaela Shiffrin    | Super-G      | —            | —            | —             | —             | 1:14,30 min   | 9             |
| Mikaela Shiffrin    | Kombination  | 1:32,98 min  | 5            | DNF           | DNF           | ausgeschieden | ausgeschieden |
| Mikaela Shiffrin    | Riesenslalom | DNF          | DNF          | ausgeschieden | ausgeschieden | ausgeschieden | ausgeschieden |
| Mikaela Shiffrin    | Slalom       | DNF          | DNF          | ausgeschieden | ausgeschieden | ausgeschieden | ausgeschieden |
| Jacqueline Wiles    | Abfahrt      | —            | —            | —             | —             | 1:34,60 min   | 21            |
| Alix Wilkinson      | Abfahrt      | —            | —            | —             | —             | DNF           | DNF           |
| Alix Wilkinson      | Super-G      | —            | —            | —             | —             | DNF           | DNF           |
| Isabella Wright     | Super-G      | —            | —            | —             | —             | 1:15,37 min   | 21            |
| Isabella Wright     | Kombination  | 1:33,72 min  | 15           | DNF           | DNF           | ausgeschieden | ausgeschieden |
| Männer              |              |              |              |               |               |               |               |
| Bryce Bennett       | Abfahrt      | —            | —            | —             | —             | 1:44,25 min   | 19            |
| Bryce Bennett       | Super-G      | —            | —            | —             | —             | 1:21,80 min   | 17            |
| Ryan Cochran-Siegle | Abfahrt      | —            | —            | —             | —             | 1:43,91 min   | 14            |
| Ryan Cochran-Siegle | Super-G      | —            | —            | —             | —             | 1:19,98 min   | Silber        |
| Ryan Cochran-Siegle | Riesenslalom | DNF          | DNF          | ausgeschieden | ausgeschieden | ausgeschieden | ausgeschieden |
| Tommy Ford          | Riesenslalom | 1:05,07 min  | 19           | 1:07,34 min   | 7             | 2:12,41 min   | 12            |
| Travis Ganong       | Abfahrt      | —            | —            | —             | —             | 1:44,39 min   | 20            |
| Travis Ganong       | Super-G      | —            | —            | —             | —             | 1:21,37 min   | 12            |
| River Radamus       | Super-G      | —            | —            | —             | —             | 1:21,63 min   | 15            |
| River Radamus       | Riesenslalom | 1:03,79 min  | 9            | 1:07,16 min   | 5             | 2:10,95 min   | 4             |
| Luke Winters        | Riesenslalom | DNF          | DNF          | ausgeschieden | ausgeschieden | ausgeschieden | ausgeschieden |
| Luke Winters        | Slalom       | DNF          | DNF          | ausgeschieden | ausgeschieden | ausgeschieden | ausgeschieden |

| Athleten                                                | Wettbewerbe | Achtelfinale | Achtelfinale | Viertelfinale | Viertelfinale | Halbfinale  | Halbfinale | Finale   | Finale | Rang |
| Athleten                                                | Wettbewerbe | Gegner       | Punkte       | Gegner        | Punkte        | Gegner      | Punkte     | Gegner   | Punkte | Rang |
| ------------------------------------------------------- | ----------- | ------------ | ------------ | ------------- | ------------- | ----------- | ---------- | -------- | ------ | ---- |
| Mixed                                                   |             |              |              |               |               |             |            |          |        |      |
| Tommy Ford Paula Moltzan River Radamus Mikaela Shiffrin | Mannschaft  | Slowakei     | 3:1          | Italien       | 3:1           | Deutschland | 1:3        | Norwegen | 2:2    | 4    |

### Skilanglauf
| Athleten                                                 | Wettbewerbe       | Zeit        | Rang   |
| -------------------------------------------------------- | ----------------- | ----------- | ------ |
| Frauen                                                   |                   |             |        |
| Rosie Brennan                                            | 10 km Klassisch   | 29:28,6 min | 13     |
| Rosie Brennan                                            | 15 km Skiathlon   | 47:05,4 min | 14     |
| Rosie Brennan                                            | 30 km Freier Stil | 1:27:32,7 h | 6      |
| Jessie Diggins                                           | 10 km Klassisch   | 29:15,1 min | 8      |
| Jessie Diggins                                           | 15 km Skiathlon   | 45:04,2 min | 6      |
| Jessie Diggins                                           | 30 km Freier Stil | 1:26:37,3 h | Silber |
| Julia Kern                                               | 15 km Skiathlon   | 52:05,5 min | 53     |
| Sophia Laukli                                            | 30 km Freier Stil | 1:31:21,2 h | 15     |
| Novie McCabe                                             | 10 km Klassisch   | 30:34,9 min | 24     |
| Novie McCabe                                             | 30 km Freier Stil | 1:31:22,5 h | 18     |
| Hailey Swirbul                                           | 10 km Klassisch   | 31:05,3 min | 32     |
| Hailey Swirbul                                           | 15 km Skiathlon   | 49:42,5 min | 40     |
| Rosie Brennan Jessie Diggins Novie McCabe Hailey Swirbul | 4 × 5-km-Staffel  | 55:09,2 min | 6      |
| Männer                                                   |                   |             |        |
| Ben Ogden                                                | 15 km Klassisch   | 41:29,8 min | 42     |
| Scott Patterson                                          | 15 km Klassisch   | 41:23,1 min | 38     |
| Scott Patterson                                          | 30 km Skiathlon   | 1:20:10,0 h | 11     |
| Scott Patterson                                          | 50 km Freier Stil | 1:12:06,6 h | 8      |
| JC Schoonmaker                                           | 15 km Klassisch   | 43:31,6 min | 66     |
| Gus Schumacher                                           | 15 km Klassisch   | 41:53,4 min | 48     |
| Gus Schumacher                                           | 30 km Skiathlon   | 1:25:14,3 h | 39     |
| Kevin Bolger Luke Jager Scott Patterson Gus Schumacher   | 4 × 10-km-Staffel | 2:02:56,3 h | 9      |

| Athleten                     | Wettbewerbe | Qualifikation | Qualifikation | Viertelfinale | Viertelfinale | Halbfinale    | Halbfinale    | Finale        | Finale        | Rang   |
| Athleten                     | Wettbewerbe | Zeit          | Rang          | Zeit          | Rang          | Zeit          | Rang          | Zeit          | Rang          | Rang   |
| ---------------------------- | ----------- | ------------- | ------------- | ------------- | ------------- | ------------- | ------------- | ------------- | ------------- | ------ |
| Frauen                       |             |               |               |               |               |               |               |               |               |        |
| Rosie Brennan                | Sprint      | 3:14,83 min   | 2             | 3:17,90 min   | 2             | 3:13,29 min   | 4             | 3:14,17 min   | 4             | 4      |
| Jessie Diggins               | Sprint      | 3:17,72 min   | 5             | 3:16,30 min   | 1             | 3:15,63 min   | 2             | 3:12,84 min   | 3             | Bronze |
| Julia Kern                   | Sprint      | 3:20,69 min   | 14            | 3:21,68 min   | 4             | ausgeschieden | ausgeschieden | ausgeschieden | ausgeschieden | 18     |
| Hannah Halvorsen             | Sprint      | 3:29,13 min   | 43            | ausgeschieden | ausgeschieden | ausgeschieden | ausgeschieden | ausgeschieden | ausgeschieden | 43     |
| Rosie Brennan Jessie Diggins | Team-Sprint | —             | —             | —             | —             | 23:06,11 min  | 2             | 22:22,78 min  | 5             | 5      |
| Männer                       |             |               |               |               |               |               |               |               |               |        |
| Kevin Bolger                 | Sprint      | 2:52,50 min   | 22            | 2:58,54 min   | 4             | ausgeschieden | ausgeschieden | ausgeschieden | ausgeschieden | 17     |
| Luke Jager                   | Sprint      | 2:54,44 min   | 30            | 2:59,14 min   | 5             | ausgeschieden | ausgeschieden | ausgeschieden | ausgeschieden | 25     |
| Ben Ogden                    | Sprint      | 2:52,21 min   | 19            | 2:53,00 min   | 4             | 2:53,41 min   | 6             | ausgeschieden | ausgeschieden | 12     |
| JC Schoonmaker               | Sprint      | 2:51,15 min   | 13            | 2:58,13 min   | 3             | ausgeschieden | ausgeschieden | ausgeschieden | ausgeschieden | 15     |
| Ben Ogden JC Schoonmaker     | Team-Sprint | —             | —             | —             | —             | 20:11,42 min  | 6             | 20:28,07 min  | 9             | 9      |

### Skispringen
| Athleten                                                 | Wettbewerb             | Qualifikation | Qualifikation | Qualifikation | 1. Durchgang  | 1. Durchgang  | 1. Durchgang  | 2. Durchgang  | 2. Durchgang  | 2. Durchgang  | Gesamt        | Gesamt |
| Athleten                                                 | Wettbewerb             | Weite         | Punkte        | Rang          | Weite         | Punkte        | Rang          | Weite         | Punkte        | Rang          | Punkte        | Rang   |
| -------------------------------------------------------- | ---------------------- | ------------- | ------------- | ------------- | ------------- | ------------- | ------------- | ------------- | ------------- | ------------- | ------------- | ------ |
| Frauen                                                   |                        |               |               |               |               |               |               |               |               |               |               |        |
| Anna Hoffmann                                            | Normalschanze          | —             | —             | —             | 64,5 m        | 36,2          | 37            | ausgeschieden | ausgeschieden | ausgeschieden | 36,2          | 37     |
| Männer                                                   |                        |               |               |               |               |               |               |               |               |               |               |        |
| Kevin Bickner                                            | Normalschanze          | 78,0 m        | 61,8          | 43            | 95,0 m        | 108,1         | 43            | ausgeschieden | ausgeschieden | ausgeschieden | ausgeschieden | 43     |
| Kevin Bickner                                            | Großschanze            | 110,5 m       | 84,3          | 45            | 125,0 m       | 110,0         | 39            | ausgeschieden | ausgeschieden | ausgeschieden | ausgeschieden | 39     |
| Decker Dean                                              | Normalschanze          | 81,0 m        | 66,6          | 42            | 90,0 m        | 106,6         | 44            | ausgeschieden | ausgeschieden | ausgeschieden | ausgeschieden | 44     |
| Decker Dean                                              | Großschanze            | 112,0 m       | 94,9          | 38            | 120,0 m       | 100,9         | 45            | ausgeschieden | ausgeschieden | ausgeschieden | ausgeschieden | 45     |
| Patrick Gasienica                                        | Normalschanze          | 81,5 m        | 61,2          | 44            | 87,0 m        | 89,8          | 49            | ausgeschieden | ausgeschieden | ausgeschieden | ausgeschieden | 49     |
| Patrick Gasienica                                        | Großschanze            | 101,5 m       | 63,6          | 53            | ausgeschieden | ausgeschieden | ausgeschieden | ausgeschieden | ausgeschieden | ausgeschieden | ausgeschieden | 53     |
| Casey Larson                                             | Normalschanze          | 79,0 m        | 69,8          | 41            | 96,5 m        | 113,2         | 39            | ausgeschieden | ausgeschieden | ausgeschieden | ausgeschieden | 39     |
| Casey Larson                                             | Großschanze            | 116,5 m       | 89,2          | 43            | 123,0 m       | 107,5         | 43            | ausgeschieden | ausgeschieden | ausgeschieden | ausgeschieden | 43     |
| Kevin Bickner Decker Dean Patrick Gasienica Casey Larson | Großschanze Mannschaft | —             | —             | —             | 407,0 m       | 261,0         | 10            | ausgeschieden | ausgeschieden | ausgeschieden | ausgeschieden | 10     |

### Snowboard
| Athleten         | Wettbewerbe | Qualifikation | Qualifikation | Finale        | Finale        | Rang   |
| Athleten         | Wettbewerbe | Punkte        | Rang          | Punkte        | Rang          | Rang   |
| ---------------- | ----------- | ------------- | ------------- | ------------- | ------------- | ------ |
| Frauen           |             |               |               |               |               |        |
| Jamie Anderson   | Big Air     | 119,75        | 15            | ausgeschieden | ausgeschieden | 15     |
| Jamie Anderson   | Slopestyle  | 74,35         | 5             | 60,78         | 9             | 9      |
| Hailey Langland  | Big Air     | 127,50        | 12            | 53,25         | 12            | 12     |
| Hailey Langland  | Slopestyle  | 68,71         | 9             | 48,35         | 11            | 11     |
| Julia Marino     | Big Air     | DNS           | DNS           | DNS           | DNS           | DNS    |
| Julia Marino     | Slopestyle  | 71,78         | 6             | 87,68         | 2             | Silber |
| Courtney Rummel  | Big Air     | 101,00        | 19            | ausgeschieden | ausgeschieden | 19     |
| Courtney Rummel  | Slopestyle  | 48,30         | 17            | ausgeschieden | ausgeschieden | 17     |
| Zoe Kalapos      | Halfpipe    | 51,75         | 17            | ausgeschieden | ausgeschieden | 17     |
| Chloe Kim        | Halfpipe    | 87,75         | 1             | 94,00         | 1             | Gold   |
| Maddie Mastro    | Halfpipe    | 66,75         | 13            | ausgeschieden | ausgeschieden | 13     |
| Tessa Maud       | Halfpipe    | 53,50         | 16            | ausgeschieden | ausgeschieden | 16     |
| Männer           |             |               |               |               |               |        |
| Chris Corning    | Big Air     | 146,00        | 10            | 156,00        | 7             | 7      |
| Chris Corning    | Slopestyle  | 69,30         | 11            | 65,11         | 6             | 6      |
| Sean FitzSimons  | Big Air     | 122,0         | 17            | ausgeschieden | ausgeschieden | 17     |
| Sean FitzSimons  | Slopestyle  | 78,76         | 3             | 29,61         | 12            | 12     |
| Redmond Gerard   | Big Air     | 158,75        | 3             | 165,75        | 5             | 5      |
| Redmond Gerard   | Slopestyle  | 78,20         | 5             | 83,25         | 4             | 4      |
| Dusty Henricksen | Big Air     | 93,50         | 21            | ausgeschieden | ausgeschieden | 21     |
| Dusty Henricksen | Slopestyle  | 58,46         | 17            | ausgeschieden | ausgeschieden | 17     |
| Lucas Foster     | Halfpipe    | 42,00         | 17            | ausgeschieden | ausgeschieden | 17     |
| Taylor Gold      | Halfpipe    | 83,50         | 7             | 81,75         | 5             | 5      |
| Chase Josey      | Halfpipe    | 69,50         | 12            | 79,50         | 7             | 7      |
| Shaun White      | Halfpipe    | 86,25         | 4             | 85,00         | 4             | 4      |

| Athleten                            | Wettbewerbe    | Qualifikation | Qualifikation | Achtelfinale | Viertelfinale | Halbfinale    | Finale        | Rang |
| Athleten                            | Wettbewerbe    | Zeit          | Rang          | Rang         | Rang          | Rang          | Rang          | Rang |
| ----------------------------------- | -------------- | ------------- | ------------- | ------------ | ------------- | ------------- | ------------- | ---- |
| Frauen                              |                |               |               |              |               |               |               |      |
| Lindsey Jacobellis                  | Snowboardcross | 1:23,44 min   | 5             | 1            | 1             | 1             | 1             | Gold |
| Stacy Gaskill                       | Snowboardcross | 1:23,14 min   | 4             | 1            | 2             | 4             | 3             | 7    |
| Faye Gulini                         | Snowboardcross | 1:23,98 min   | 7             | 1            | 4             | ausgeschieden | ausgeschieden | 13   |
| Meghan Tierney                      | Snowboardcross | 1:25,16 min   | 16            | 2            | 3             | ausgeschieden | ausgeschieden | 12   |
| Männer                              |                |               |               |              |               |               |               |      |
| Nick Baumgartner                    | Snowboardcross | 1:18,01 min   | 10            | 2            | 3             | ausgeschieden | ausgeschieden | 10   |
| Mick Dierdorff                      | Snowboardcross | 1:18,64 min   | 20            | 1            | 4 (DNF)       | ausgeschieden | ausgeschieden | 15   |
| Hagen Kearney                       | Snowboardcross | 1:17,81 min   | 7             | 3            | ausgeschieden | ausgeschieden | ausgeschieden | 17   |
| Jake Vedder                         | Snowboardcross | 1:17,88 min   | 18            | 1            | 2             | 3             | 2             | 6    |
| Mixed                               |                |               |               |              |               |               |               |      |
| Nick Baumgartner Lindsey Jacobellis | Snowboardcross | —             | —             | —            | 1             | 2             | 1             | Gold |
| Faye Gulini Jake Vedder             | Snowboardcross | —             | —             | —            | 3             | ausgeschieden | ausgeschieden | 9    |

| Athleten     | Wettbewerbe           | Qualifikation | Qualifikation | Achtelfinale  | Achtelfinale  | Viertelfinale | Viertelfinale | Halbfinale    | Halbfinale    | Finale/Platz 3 | Finale/Platz 3 | Rang |
| Athleten     | Wettbewerbe           | Zeit          | Rang          | Gegner        | Zeit          | Gegner        | Zeit          | Gegner        | Zeit          | Gegner         | Zeit           | Rang |
| ------------ | --------------------- | ------------- | ------------- | ------------- | ------------- | ------------- | ------------- | ------------- | ------------- | -------------- | -------------- | ---- |
| Männer       |                       |               |               |               |               |               |               |               |               |                |                |      |
| Robert Burns | Parallel-Riesenslalom | 1:36,22 min   | 31            | ausgeschieden | ausgeschieden | ausgeschieden | ausgeschieden | ausgeschieden | ausgeschieden | ausgeschieden  | ausgeschieden  | 31   |
| Cody Winters | Parallel-Riesenslalom | 1:27,80 min   | 29            | ausgeschieden | ausgeschieden | ausgeschieden | ausgeschieden | ausgeschieden | ausgeschieden | ausgeschieden  | ausgeschieden  | 29   |